# Välsignat hus
Välsignat hus (engelska: Bless This House) är en brittisk komedifilm från 1972 i regi av Gerald Thomas.
Spelfilmen Välsignat hus är en spinoff på den populära situationskomedin Bless This House.

## Handling
Grannfriden störs omgående när familjen Baines flyttar in i huset bredvid familjen Abbot.

## Rollista i urval
- Sid James - Sid Abbot
- Diana Coupland - Jean Abbot
- Terry Scott - Ronald Baines
- June Whitfield - Vera Baines
- Peter Butterworth - Trevor Lewis
- Patsy Rowlands - Betty Lewis
- Sally Geeson - Sally Abbot
- Robin Askwith - Mike Abbot
- Bill Maynard - Oldham
- Marianne Stone - Muriel